# 하나 워드프로세서
하나 워드프로세서는 금성소프트웨어주식회사에서 개발한 도스용 워드 프로세서로, 행정전산망용 워드 프로세서로 사용되었다. 하지만 윈도우 95 출시, 한/글 97등 윈도우용 워드 프로세서의 등장으로 역사속으로 사라졌다.
HWP라는 확장자를 처음으로 사용한 워드 프로세서이다.

## 같이 보기
- 한/글
- 보석글